# Agennius Urbicus
Agennius Urbicus war ein lateinischer Fachschriftsteller des 5. (?) Jahrhunderts n. Chr., der sich mit der Feldvermessung befasste. Sein Werk ist als Teil des Corpus agrimensorum Romanorum, einer Sammlung antiker Texte zur Feldvermessung, überliefert.

## Name, Quellenlage
Unter dem Namen des Agennius Urbicus sind im sogenannten Corpus agrimensorum Romanorum zwei nur unvollständig überlieferte Traktate erhalten: De controversiis agrorum und das sogenannte Commentum de agrorum qualitate, ein Kommentar zum entsprechenden Werk des Sextus Iulius Frontinus. Bei letzterem gilt die Verfasserschaft des Agennius Urbicus aber als nicht sicher.
Unklarheit besteht auch hinsichtlich der Form seines Namens. In der ältesten erhaltenen Handschrift der beiden Traktate, dem sogenannten Codex Arcerianus aus dem 6. oder 7. Jahrhundert, wird in den Inscriptionen und Subscriptionen die Namensform AGGENVS oder AGENVS VRBICVS verwendet. Der in der Forschung gewählte Verfassername Agennius Urbicus geht dagegen auf eine deutlich spätere Bamberger Handschrift aus dem 9. oder 10. Jahrhundert zurück.
Zwei Inschriften aus dem 1. Jahrhundert n. Chr. erwähnen einen M. Adginnius Urbicus. Eine Verbindung zwischen dieser Person und dem Fachschriftsteller Agennius Urbicus zu ziehen, ist jedoch aus philologischen Gründen nicht möglich; Wortwahl und Syntax der Traktate deuten auf eine Entstehung erst im 5. Jahrhundert n. Chr. oder sogar noch später hin.

## Werk
Die Agennius Urbicus zugeschriebene Schrift De controversiis agrorum in der uns vorliegenden Fassung beruht auf der Edition Carl Olof Thulins, der sich in der Textgestaltung seinerseits wieder auf die 1848 bis 1853 erschienene Edition von Karl Lachmann stützt. Beide Herausgeber stützten sich für die Textkritik neben der ältesten Handschrift, dem Codex Arcerianus, der mit dem Sigel B bezeichnet und zur ersten Handschriftenklasse der Überlieferung gerechnet wird, noch auf zwei Handschriften der zweiten Klasse, den Codex Palatinus Vaticanus latinus 1564 (Handschrift P) und den Codex Guelferbytanus Gudianus latinus 105 (Handschrift G). In beiden Editionen sind die Textpassagen der Handschriften stark umgestellt worden, da die Manuskripte wohl ihrerseits die Teile des Werkes in einer fehlerhaften Reihenfolge wiedergeben. Karl Lachmann ist darüber hinaus davon ausgegangen, dass sich Agennius Urbicus in der Hauptmasse dieses Textes auf das Werk des Sextus Iulius Frontinus gestützt habe, und versuchte deshalb, dessen zweites Buch zur Landvermessung zu rekonstruieren. Auch Thulin ist ihm darin grundsätzlich gefolgt, auch wenn er sich nicht festlegte, ob das zugrundeliegende Werk, das Lachmann aus Urbicus' Text rekonstruiert hatte, tatsächlich von Frontinus stammte. Die Unterscheidung zwischen dem älteren Werk und den Modifikationen durch Agennius Urbicus ist drucktechnisch in den Editionen durch kursive (oder kleinere) und lateinische (und größere) Drucktype gekennzeichnet worden.
Das zweite Werk, das unter dem Namen des Agennius überliefert ist, das Commentum de agrorum qualitate, stammt dagegen in Wirklichkeit wohl nicht von ihm. Der Traktat versteht sich (wie der Name verdeutlicht) als Kommentar von Frontins Schrift De agrorum qualitate, erklärt fortlaufend Passagen aus dessen Werk (teilweise mit namentlicher Zitation) und zieht auch die Schrift de limitibus eines Hyginus heran. Wortwahl und Grammatik lassen auch beim Commentum den Schluss zu, dass es sich um ein spätantikes Werk, vermutlich aus dem 5. Jahrhundert n. Chr., handelt. Damit ist gleichzeitig die erste Kompilations- bzw. Bearbeitungsstufe und beginnende Rezeption der Agrimensorentexte markiert. Der Kommentators gibt als sein Ziel an, die als erklärungsbedürftig eingestuften älteren Schriften zu erläutern: „Suscepimus qualitates agrorum tractandas atque plano sermone et lucido exponendas, et volumus ut ea quae a veteribus obscuro sermone conscripta sunt apertius et intellegibilius exponere ad erudiendam posteritatis infantiam...“ (= „Wir haben es unternommen, die Eigenschaften von Feldern zu behandeln und in einer deutlichen und klaren Sprache darzustellen, und wir wollen das, was von den Alten in dunkler Sprache verfasst worden ist, deutlicher und verständlicher darstellen, um den kindlichen Unverstand der Nachwelt zu erziehen...“) Ob mit dieser Formulierung gemeint ist, dass der Kommentar als Meisterbuch oder für den Schulgebrauch vorgesehen war, ist unklar. Dem Commentum angefügt war ein Heft mit den Text illustrierenden geometrischen Zeichnungen, der sogenannte Liber diazographus.
Lachmann hat die Leistung des Agennius in beiden Traktaten ausgesprochen negativ beurteilt. Vor allem zum Commentum des Pseudo-Agennius finden sich Aussagen, es sei „die jämmerliche Arbeit eines christlichen Schulmeister“, oder die Klage, dass „sein unglücklicher Name ... Verwirrung gestiftet“ habe. Tatsächlich muss geprüft werden, wieweit die Handschriften mit den Agennius zugeschriebenen Arbeiten nachträglich verfälscht (interpoliert) wurden; gerade die im Commentum aufscheinenden Textschichten sind noch nicht genügend untersucht. Ob tatsächlich keine Handschrift des Corpus agrimensorum Romanorum „frei von den Interpolationen des Agenius (sic!) Urbicus“ ist, darf bezweifelt werden.